# 保罗·道金斯
保罗·拉马尔·道金斯（英語：Paul Lamar Dawkins，1957年6月10日—2019年3月26日），美国NBA联盟前职业篮球运动员。他在1979年的NBA选秀中第10轮第1顺位被犹他爵士选中。